# Carving-Ski

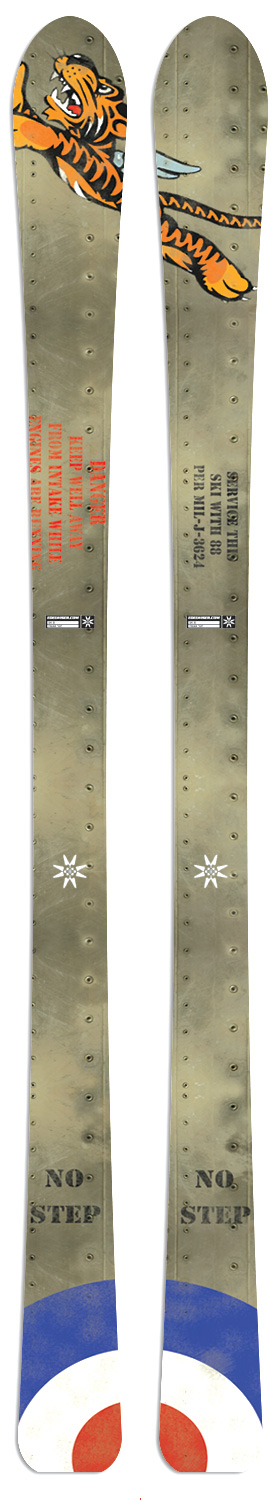
Carving-Skis, stark tailliert

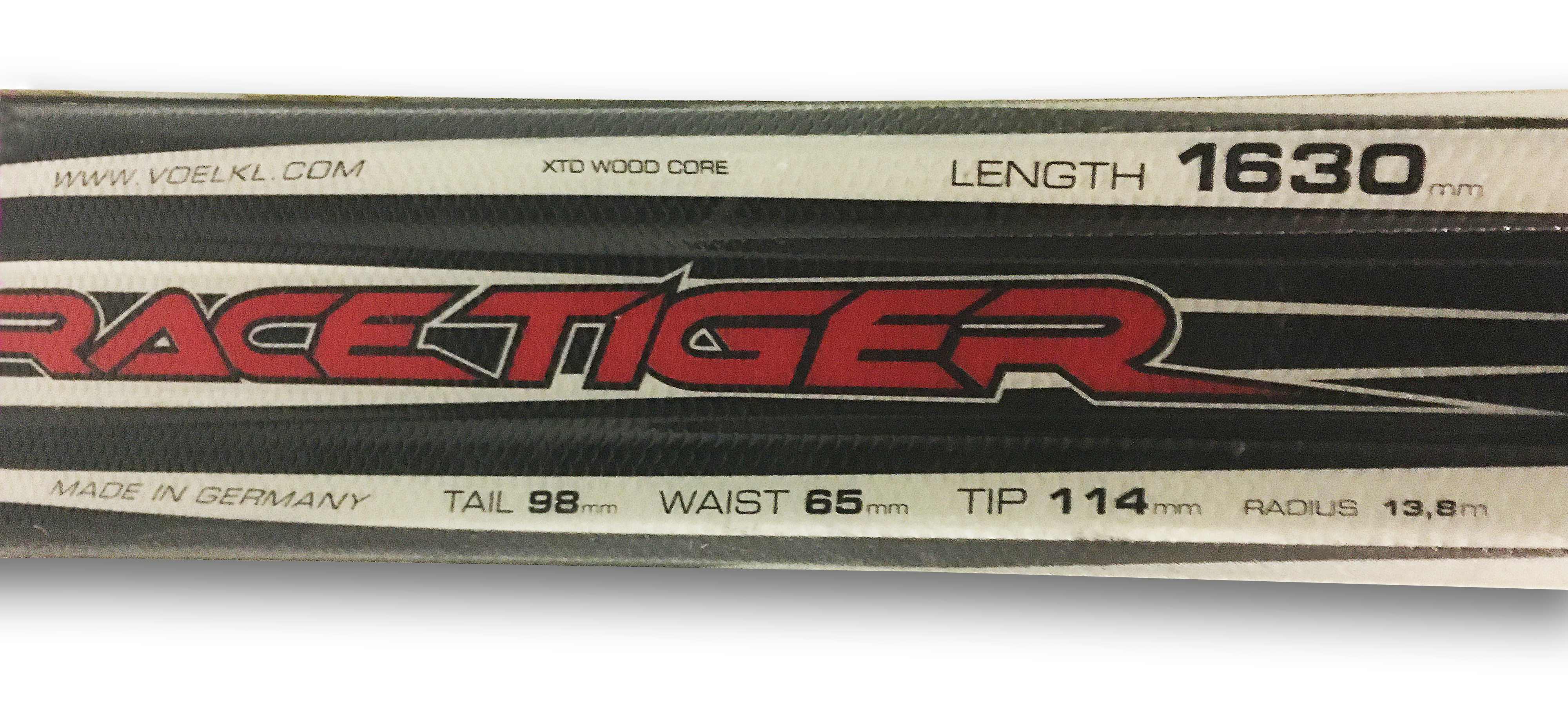
Hinterer Teil eines Slalom-Carving-Skis mit 163 cm Länge. Aufgedruckt sind die Werte für die Skibreite an Spitze, Mitte und hinterem Ende (Tip, Waist, Tail) sowie der Radius von 13,8 m. Diese Werte sind, mit hersteller- und typabhängigen Abweichungen bzw. Toleranzen, weitgehend charakteristisch für diesen Typ des Carving-Ski.

Carving-Ski sind Ski mit einer stärkeren Taillierung sowie kürzer als klassische Alpinski und dadurch besonders für das Carving geeignet. Weitere wesentliche Konstruktionsmerkmale sind ein vergleichsweise weicher Flex (um die für die Carvingtechnik erforderliche Durchbiegung an der Querachse zu ermöglichen) und hohe Torsionssteifigkeit (um Verwindungen bezüglich der Längsachse trotz Durchbiegung gering zu halten und dadurch den erforderlichen Kantengriff zu gewährleisten).
Carving-Skier haben wegen der leichteren Kurvenfahrt (zu Lasten eines stabilen Geradeauslaufs) konventionell gebaute Skier fast vollständig verdrängt. Die Entwicklung der heutigen Carving-Skier wurde durch den Snowboard-Sport gefördert, in Form des Anfang der 1990er Jahre neu entwickelten Race-Boards, mit dem Kurven sehr sportlich nicht mehr auf der Gleitfläche, sondern ausschließlich auf der Kante des Sportgeräts gefahren werden können. Mit Carving-Skiern und der entsprechenden Fahrtechnik, dem Carving, ist dieses Gefühl von Geschwindigkeit und Beweglichkeit im Skisport zu erleben.
Ein wesentliches Merkmal zur Klassifikation des Carving-Ski ist der durch die Taillierung vorgegebene Kurvenradius. Übliche Radien liegen je nach Einsatzzweck bei 10 bis 20 Metern. Diesen technisch vorgegebenen Kurvenradius kann der Skifahrer während der Fahrt abhängig von der Durchbiegung und dem Aufkantwinkel verringern. 
Carving-Ski, die sehr kleine Radien ermöglichen, wurden früher meist mit einer Erhöhungsplatte unter der Skibindung gefahren, um zu vermeiden, dass durch Pistenberührung des Skischuhs bei starker Schrägstellung der Ski die Stahlkante nicht mehr greift und so einen Sturz auslöst. Die Höhe von Bindungsplatten hat Einfluss auf die Fahreigenschaften; je höher die Platte ist, desto länger ist der Weg beim Umkanten. Freizeitskifahrer verzichten deshalb weitgehend auf große Standerhöhungen. Rennläufer hingegen ziehen wegen des besagten Vorteils bei starker Schrägstellung hohe Erhöhungsplatten vor. Seit die FIS die Höhe der Erhöhungsplatte wegen der erhöhten Verletzungsgefahr auf maximal 50 mm beschränkt hat, fahren alle Fahrer nur noch diesen Maximalwert. Da Carving-Ski in den letzten Jahren breiter und die Auflage der Bindungen höher wurden, ist die Popularität solcher Erhöhungsplatten im Breitensport zurückgegangen. Die zurzeit verwendeten Platten sind so genannte Flex-Platten, die zum Oberflächenprofil eines bestimmten Ski passen oder bereits zusammen mit diesem ausgeliefert werden, ein Scharnier oder eine Schraubenfeder zum Längenausgleich aufweisen und mit einer kompatiblen Skibindung ein System bilden, das bei Belastung im Bindungsbereich die dem Ski eigene Biegelinie möglichst wenig beeinträchtigen soll. 
Carving-Skier werden umgangssprachlich auch „Carver“ genannt und nach ihrem Einsatzgebiet üblicherweise unter folgenden Bezeichnungen angeboten:
- Race-Carver (manchmal mit dem Zusatz GS für Giant Slalom): schwere, stärker gedämpfte Ski mit einem Radius von etwa dem Zehnfachen der Skilänge, also meist 17 bis über 19 m, in Bauart und Fahreigenschaften an Riesenslalom-Rennski orientiert und ausgelegt für hohe Geschwindigkeiten. Ein Race-Carver entfaltet seine Autokinetik (die sich im Gefühl äußert, der Ski fahre auf der Kante von selbst durch die Kurve) erst bei höheren Geschwindigkeiten und zeichnet sich durch hohe Spurtreue und Laufruhe aus. Als Faustregel zur Längenempfehlung wird oft die Körpergröße genannt; da für das Steuern der Ski jedoch der Druck auf die Kanten entscheidend ist, lassen sich für die Formel "Körpergewicht in kg plus 100 ergibt Länge in cm" ebenfalls gute Argumente finden.[1] Ein Riesenslalom-Rennski muss nach den Spezifikationen der FIS seit der Saison 2016/17 einen Mindestradius von 30 m (zuvor: 35 m) und eine Länge von 1,93 m (bisher: 1,95 m) für Herren und 30 m (zuvor: 30 m) bei 1,88 m (bisher: 1,88 m) Länge für Damen aufweisen, die maximale Breite unter der Bindung beträgt höchstens 65 mm (bisher: mindestens 65 mm). Die Schaufelbreite beträgt höchstens 103 mm.[2]
- Slalom-Carver oder Race-Carver SL: sehr wendige und spritzige Ski (Radius etwa das Achtfache der Skilänge, also 13 bis unter 12 m), in Bauart und Fahreigenschaften an Slalom-Rennski orientiert und ausgelegt für enge Kurvenradien. Charakteristisch für die Autokinetik der Slalom-Carver ist der Rebound, der sich beim Fahren mit „Hüftknick“ als Entlastung zur Einleitung des nächsten Schwungs bemerkbar macht. Als Faustregel zur Längenempfehlung wird oft Kinn- bis Mundhöhe genannt, sportliche Fahrer können sich auch an "Körpergewicht plus 90" orientieren. Über die Wendigkeit eines Ski entscheidet jedoch nicht nur seine Länge; der Einfluss der Skibreite sollte aufgrund der Hebelwirkung nicht unterschätzt werden.[3] Ein Slalom-Rennski muss nach den Spezifikationen der FIS bei Herren mindestens 1,65 m, bei Damen 1,55 m lang und mindestens 63 mm breit sein, ein Mindestradius ist nicht vorgeschrieben.[2]
- Supercross-Carver: sportliche Allroundcarver mit universellen Fahreigenschaften für den Einsatz auf und abseits der Skipiste, liegt vom Kurvenradius zwischen Racecarver GS und SL.
- All-Mountain-Carver: Ski mit einer Mittelbreite von mindestens 70 mm mit sehr viel Auftrieb in schweren Schneearten wie Tiefschnee oder Frühjahrssulz.
- Freerider: sehr breite Ski mit einer Mittelbreite bis zu 130 mm für den Einsatz im Gelände, Tiefschnee, Heliskiing.
- Allround-Carver: ein „gutmütiger“, drehfreudiger Ski mit kleinem bis mittlerem Radius, der Fahrfehler verzeiht. Meist geringeres Gewicht, einfachere Konstruktion und kürzere Lebensdauer als Race-Carver GS bzw. SL.
- Fun-Carver: ein sehr kurzer Ski mit sehr kleinem Radius für extreme Kurvenlagen, aber auch gut für Anfänger geeignet. Wird teilweise in Skischulen als Lernski eingesetzt. Auch wenn der Boom der Funcarver vorbei ist, werden bis heute Modelle von vielen bekannten Skiherstellern angeboten, wie z. B. der Rossignol Free´zb Xpress (2020/21), der Salomon Shortmax (2020/21) oder der Head RazzleDazzle Funcarver.

Die ersten Versuche mit Carvingtechnik gehen auf den Vorarlberger k.u.k. Oberleutnant Georg Bilgeri (1873–1934) zurück, der mit kurzen Militärskiern bereits damals den breitbeinigen Fahrstil praktizierte. Der erste Carving-Ski wurde 1909 von Rossignol gebaut, konnte sich am Markt jedoch nicht durchsetzen. In Deutschland wurden erstmals 1989 unter dem Namen Snowrider Carving-Ski produziert, die auf eine Idee des Österreichers Reinhard Fischer zurückgehen.